# Yolanda Fernández
Pour les articles homonymes, voir Fernández.
Yolanda Fernández, née le 17 juin 1981 à Moniquirá, est une coureuse de fond colombienne. Elle a remporté la médaille d'argent au semi-marathon des Jeux bolivariens de 2009.

## Biographie
Yolanda découvre l'athlétisme à l'âge de douze ans lorsque son professeur d'éducation physique fait passer un test de Cooper à sa classe. Les meilleurs élèves obtiennent la possibilité de suivre un entraînement spécifique. Yolanda ne parvient pas à terminer le test mais supplie en larmes son professeur de lui accorder une place dans le programme d'entraînement. Ce dernier accepte. Le premier jour d'entraînement, les élèves participent à une course en ville. Yolanda se perd, ne connaissant pas le parcours, mais parvient à franchir la ligne d'arrivée la première, filles et garçons confondus. Trois mois plus tard, elle remporte sa première compétition officielle et décroche son ticket aux championnats jeunesse régionaux. Elle termine quatrième du 600 mètres mais remporte la médaille d'or sur 1 000 mètres. Elle réalise alors qu'elle a du potentiel sur les courses de fond.
Elle s'illustre également en cross-country en remportant la médaille de bronze en catégorie U17 aux championnats d'Amérique du Sud de cross-country 1995.
Elle remporte son premier titre national en 2005 en devenant championne de Colombie de cross-country. Durant l'été 2005, elle se rend en Suisse pour participer à la mythique course de montagne Sierre-Zinal. Une semaine auparavant, elle prend le départ de la course Thyon-Dixence pour s'échauffer et domine la course de bout en bout malgré la pluie. Elle s'impose à plus de cinq minutes devant la Slovaque Ľudmila Melicherová. Annoncée comme une rivale d'Angéline Flückiger-Joly à Sierre-Zinal, le duel n'a pas lieu. Très en forme, la Suissesse décroche Yolanda dès la première montée et s'envole en tête signant un nouveau record du parcours en 2 h 55 min 35 s. Yolanda termine deuxième à huit minutes derrière Angéline mais neuf minutes devant Ľudmila Melicherová. À la suite de ces bons résultats, elle est sélectionnée pour le Trophée mondial de course en montagne 2006 à Bursa où elle se classe sixième.
Le 27 janvier 2008, elle bat le record du semi-marathon de Miami en 1 h 16 min 1 s lors de sa première participation et établit sa marque personnelle à cette occasion. Le 12 octobre, elle prend part aux championnats du monde de semi-marathon à Rio de Janeiro. Seule Colombienne engagée, elle se classe 36e en 1 h 17 min 27 s.
Elle prend part aux Jeux bolivariens de 2009 à Sucre. Sur le semi-marathon, elle voit la Péruvienne Jemena Misayauri mener la course pour remporter le titre. Yolanda parvient à terminer une minute derrière pour remporter la médaille d'argent. Le 27 septembre, elle remporte sa troisième victoire consécutive à la Carrera de la Mujer de Bogota.
En 2011, elle s'illustre sur piste en remportant les titres nationaux sur 5 000 et 10 000 mètres. Elle participe ensuite aux championnats d'Amérique du Sud d'athlétisme à Buenos Aires sur les mêmes distances. Elle se classe sixième du 5 000 mètres et cinquième du 10 000 mètres (finalement quatrième après disqualification de Simone Alves da Silva pour dopage),. Le 3 juillet, elle fait à nouveau parler ses talents de coureuse en montagne pour remporter le titre national. Elle prend le départ du marathon des Jeux panaméricains de 2011 à Guadalajara mais abandonne.

## Palmarès

### Route/cross
| Année | Compétition                                     | Lieu       | Place | Épreuve          | Temps           |
| ----- | ----------------------------------------------- | ---------- | ----- | ---------------- | --------------- |
| 2003  | Championnats d'Amérique du Sud de cross-country | Asuncion   | 4e    | Cross-country    | 31 min 54 s     |
| 2005  | Championnats de Colombie de cross-country       | Sogamoso   | 1re   | Cross-country    | 28 min 27 s     |
| 2005  | Championnats d'Amérique du Sud de cross-country | Montevideo | 5e    | Cross-country    | 30 min 30 s     |
| 2006  | Semi-marathon de Bogota                         | Bogota     | 6e    | Semi-marathon    | 1 h 18 min 59 s |
| 2007  | Marathon de Chicago                             | Chicago    | 8e    | Marathon         | 2 h 45 min 23 s |
| 2007  | Semi-marathon de Bogota                         | Bogota     | 4e    | Semi-marathon    | 1 h 19 min 4 s  |
| 2007  | Carrera de la Mujer                             | Bogota     | 1re   | Course populaire | 32 min 16 s     |
| 2008  | Semi-marathon de Miami                          | Miami      | 1re   | Semi-marathon    | 1 h 16 min 1 s  |
| 2008  | Marathon de Rotterdam                           | Rotterdam  | 12e   | Marathon         | 2 h 39 min 20 s |
| 2008  | Semi-marathon de Bogota                         | Bogota     | 4e    | Semi-marathon    | 1 h 17 min 2 s  |
| 2008  | Semi-marathon de Medellín                       | Medellín   | 3e    | Semi-marathon    | 1 h 18 min 22 s |
| 2008  | Carrera de la Mujer                             | Bogota     | 1re   | Course populaire | 36 min 0 s      |
| 2009  | Marathon de Baltimore                           | Baltimore  | 7e    | Marathon         | 2 h 44 min 2 s  |
| 2009  | Jeux bolivariens                                | Sucre      | 2e    | Semi-marathon    | 1 h 21 min 42 s |
| 2009  | Carrera de la Mujer                             | Bogota     | 1re   | Course populaire | 42 min 36 s     |
| 2010  | Championnats de Colombie de cross-country       | Duitama    | 1re   | Cross-country    | 26 min 17 s     |
| 2010  | Semi-marathon de Bogota                         | Bogota     | 6e    | Semi-marathon    | 1 h 16 min 45 s |
| 2010  | Carrera de la Mujer                             | Bogota     | 3e    | Course populaire | 44 min 15 s     |
| 2013  | Marathon de Santiago                            | Santiago   | 7e    | Marathon         | 2 h 44 min 28 s |

### Piste
| Année | Compétition                                 | Lieu         | Place | Épreuve  | Temps          |
| ----- | ------------------------------------------- | ------------ | ----- | -------- | -------------- |
| 2011  | Championnats de Colombie d'athlétisme       | Bogota       | 1re   | 5 000 m  | 17 min 14 s 12 |
| 2011  | Championnats de Colombie d'athlétisme       | Bogota       | 1re   | 10 000 m | 35 min 41 s 66 |
| 2011  | Championnats d'Amérique du Sud d'athlétisme | Buenos Aires | 6e    | 5 000 m  | 16 min 47 s 93 |
| 2011  | Championnats d'Amérique du Sud d'athlétisme | Buenos Aires | 4e    | 10 000 m | 34 min 17 s 69 |

### Course en montagne
| no  | féminin           | Course                                         | Longueur | Départ            | Temps           |
| --- | ----------------- | ---------------------------------------------- | -------- | ----------------- | --------------- |
| 25e | Médaille d'or     | Thyon-Dixence                                  | 16,35 km | 7 août 2005       | 1 h 22 min 56 s |
| 32e | Médaille d'argent | Sierre-Zinal                                   | 31 km    | 14 août 2005      | 3 h 3 min 10 s  |
| 6e  | 6e                | Trophée mondial de course en montagne          | 8,4 km   | 10 septembre 2006 | 49 min 29 s     |
|     | Médaille d'or     | Championnats de Colombie de course en montagne |          | 3 juillet 2011    | 48 min 8 s      |
|     | Médaille d'or     | Championnats de Colombie de course en montagne | 13 km    | 9 août 2015       | 57 min 32 s     |

## Records
| Épreuve       | Performance     | Date             | Lieu         |
| ------------- | --------------- | ---------------- | ------------ |
| 5 000 mètres  | 16 min 29 s 74  | 16 mai 2010      | Cali         |
| 10 000 mètres | 34 min 17 s 69  | 5 juin 2011      | Buenos Aires |
| 10 kilomètres | 35 min 1 s      | 11 décembre 2004 | Medellín     |
| 15 kilomètres | 52 min 50 s     | 29 mai 2011      | Bogota       |
| Semi-marathon | 1 h 16 min 1 s  | 27 janvier 2008  | Miami        |
| Marathon      | 2 h 39 min 21 s | 13 avril 2008    | Rotterdam    |